# Agapit II
Agapit II (Roma, ? – Roma, 8 de novembre de 955) va ser Papa de Roma des del 946 fins a la seva mort. Com el seu predecessor Marí II, va ser escollit Papa per disposició del príncep i senador Alberic II, que (com havia fet la seva mare Mariozza) va sotmetre durant dècades els pontificis a la seva voluntat.
Durant el seu papat, el 947 va morir Hug d'Arles quan ja havia abdicat com a rei d'Itàlia en el seu fill Lotari. Aquest va morir el 950, enverinat per Berenguer II d'Itàlia qui es va fer coronar rei d'Itàlia junt al seu fill Adalbert i, per a consolidar la seva posició, va voler casar-lo amb la vídua de Lotari, Adelaida de Borgonya.
Adelaida va demanar auxili al rei Otó I qui, el 951 va entrar a Itàlia, i a Pavia es va proclamar rei dels francs i els llombards i es va casar amb Adelaida. Davant d'això, Berenguer va cedir i va acceptar rendir-li vassallatge, per la qual cosa va ser reconegut rei d'Itàlia
Otó I perseguia amb la seva intervenció a Itàlia que el papa Agapit II el coronés emperador. Però Alberic s'hi va oposar i va obligar el Papa a enviar una ambaixada al rei alemany en què li comunicava la negativa a la corona imperial.
Aquesta prova de força per part d'Alberic II no va ser l'última, ja que abans de morir el 954, va fer jurar al poble romà i a Agapit que quan morís el Papa seria escollit pontifici el seu propi fill Octavià.
Agapit va morir un any després, el 8 de novembre del 955, i fou succeït per Joan XII, nom que prengué Octavià de Túsculum, el fill d'Alberic.